# Stanko Stojčević
Stanko Stojčević (Miljanovac, Daruvar, 27. listopada 1929. – Zagreb, 24. siječnja 2009.), hrvatski političar iz redova srpske nacionalnosti.

## Životopis
Rodio se je u Miljanovcu kod Daruvara 1929. godine. Diplomirao na Ekonomskom fakultetu u Zagrebu. 1960-ih postao pomoćnik generalnog direktora poduzeća Rade Končara. Sredinom 1980-ih postao visoki hrvatski dužnosnik. Od 1984. do 1986. godine bio je tajnik (sekretar) Predsjedništva CK SKH. Kad je izabran na tu dužnost, imenovao je Slavka Malobabića šefom kabineta. Na dužnosti ga je naslijedio Ivica Račan, a Stojčević je s mjesta tajnika prešao na viši položaj. Već 1986. bio je na 10. kongresu SKH izabran za predsjednika i do 1989. bio je predsjednih Predsjedništva CK SKH. 
U godinama uspona velikosrpskog nacionalizma pred velikosrpsku agresiju na Hrvatsku bio je protagonistom politike hrvatske šutnje. Bio je tipični aparatčik partijske vlasti i predstavnik tvrđe struje među komunistima, zajedno s Mikom Špiljkom, koja je među ostalim bila suprotstavljena struji Stipe Šuvara. U Stojčevićevu kabinetu formiran je poseban "analitički tim u CK" sastavljen uglavnom od Srba, a navodno jer Stojčević zbog prisutnih sukoba i grupašenja unutar partijskoga vrha nije vjerovao tadašnjemu sustavu sigurnosti u Hrvatskoj, ni Službi državne sigurnosti (SDS), ni GSUP-u, nego je formirao svoj paralelni obavještajni sustav vrha partije. Neki analitičari povezuju to s razoružavanjem TO Hrvatske 1990. godine.
Za Stojčevićeva mandata vezan je uspon i pad Veljka Kneževića, koji je za Domovinskog rata postao generalni direktor televizije pobunjenih Srba. 1980. Knežević je izabran za predsjednika Općinskog komiteta Saveza Komunista Hrvatske u zagrebačkoj općini Centar, a od tad do demokratskih promjena, Knežević je važio kao Stojčevićev čovjek. Knežević je u međuvremenu postao član svemoćnog Gradskog komiteta Saveza komunista Hrvatske u Zagrebu, a 1984. imenovan direktorom RTV Zagreb, i to tako što je Josipa Gopca uspio uz pomoć svog starog osobnog prijatelja Stanka Stojčevića uputiti na višu i odgovorniju dužnost u potpuno nevažni republički Socijalistički savez.
Ipak, Stojčević je pristao uz reformističku struju u Savezu komunista Hrvatske u doba demokratskih promjena. Dan uoči 11. kongresa SKH, 10. prosinca 1989. bombastična je stvar došla na dnevni red Predsjedništva CK SKH: prijedlog o raspisivanju slobodnih parlamentarnih izbora (slobodni i višestranački izbori za skupštine društveno-političkih zajednica).  Snage su bile podijeljene: četvorica su bili "za", a četvorica "protiv". Naposljetku je pobijedila korčulanska struja: Celestin Sardelić, Mladen Žuvela, Stjepko Gugić te Drago Dimitrović (korčulanski zet). Ta je struja na svoju stranu pridobila predsjednika Stanka Stojčevića i odluka je prošla sa sedam glasova "za", među kojima i Stojčevićev i šest "protiv" i tako su sljedeće 1990. godine održani demokratski izbori.
Po drugim izvorima, odluka o raspisivanju demokratskih izbora donesena je do početka 12. kongresa SKH, a Stojčević je bio jedan od prvih koji je prihvatio zamisao o demokratskim izborima. Dragutin Dimitrović (koji se u visoku politiku uključio jer je Stojčević to tražio), upozorio je Stojčevića, predsjednika CK SKH "na slabosti s kojima idu na kongres i na njihovu ako kongres ne podigne unutarnje jedinstvo i ne otvori promjene na razini zahtjeva trenutka". Dimitrović je rješenje vidio u donošenju odluke o demokratskim izborima, a Stojčević se je složio te su odluku o raspisivanju izbora Dimitrović i Stojčević prvo predložili na partijskom predsjedništvu, gdje je jedva prošla; poduprlo ju je još 5 (Mirjana Poček-Matić, Mladen Žuvela, Celestin Sardelić i još dvoje) od 11 članova predsjedništva SKH.
Stojčević je bio složena stava u tim trenutcima. Premda je Dimitrovića uvukao u visoku politiku, krenuo je s diskreditirajućim optužbama na Dimitrovića ("špijun KGB-a preko veza u Bugarskoj"), kad se pokazalo da Dimitrović nije "partijski vojnik". Dimitrović je za ta sumnjičenja doznao od predsjednika Predsjedništva SFRJ Lazara Mojsova, a poslije je doznao da su mu suradnike ispitivali pripadnici državne sigurnosti, "a sve se to nije moglo dogoditi bez Stanka Stojčevića". Bez obzira na to, Dimitrović je istaknuo i drugu Stojčevićevu dimenziju, jer je s njime zajedno odradio mnoštvo dobrih poteza čiji je ishod bio taj da su se stabilizirale prilike u Hrvatskoj.
Stojčević je Hrvatsku doživljavao kao svoju državu, a za sunarodnjake Srbe u Hrvatskoj je tvrdio da su u pravilu žrtve velikosrpske politike.